# Muhammadabad
Muhammadabad è una suddivisione dell'India, classificata come nagar panchayat, di 21.385 abitanti, situata nel distretto di Mau, nello stato federato dell'Uttar Pradesh.